# 高新区车辆段
高新区车辆段位于天津市西青区才智道，为天津地铁3号线的停车场。附近有高新区站。天津轨道交通集团总部大楼也位于此。